# Sainte-Tulle
Sainte-Tulle település Franciaországban, Alpes-de-Haute-Provence megyében. Lakosainak száma 3530 fő (2022. január 1.). Sainte-Tulle Corbières, Gréoux-les-Bains, Manosque és Pierrevert községekkel határos.

## Népesség
A település népessége az elmúlt években az alábbi módon változott:
| Lakosok száma | 2458 | 2805 | 2855 | 3230 | 3416 | 3449 | 3408 | 3442 | 3475 | 3530 |
|               | 1968 | 1982 | 1990 | 2006 | 2013 | 2015 | 2017 | 2019 | 2020 | 2022 |